# Pave Clemens 6.
Clemens 6. (født som Pierre Roger i 1291, død 6. december 1352) var pave fra 1342 til sin død.
Pierre Roger var en adelsmand fra Limousin, men gik som dreng i et benediktinerkloster, blev teologisk professor i Paris, biskop i Arras, ærkebiskop i Sens, ærkebiskop i Rouen og kardinal, inden han den 7. maj 1342 blev valgt til pave – den fjerde af Avignon-paverne.
Som pave fortsatte han sin forgængers kamp mod den tysk-romerske kejser Ludvig 4. og fik ham afsat i 1346, hvorefter Karl 4. blev valgt til kejser. Pave Clemens begunstigede Cola di Rienzi, fordi han kunne bruge ham mod de romerske stormænd. For at tilfredsstille romerne lod han jubelåret fejre i 1350. Dronning Johanne af Napoli solgte ham i 1349 Avignon for kun 80.000 gylden, fordi han havde givet hende syndsforladelse for at have ladet sin mand snigmyrde og giftet sig med en af snigmorderne.